# NGC 3198
NGC 3198 is een balkspiraalstelsel in het sterrenbeeld Grote Beer. Het hemelobject werd op 15 januari 1788 ontdekt door de Duits-Britse astronoom William Herschel.

## Synoniemen
- UGC 5572
- MCG 8-19-20
- ZWG 240.30
- PGC 30197